# 浜の記憶
『浜の記憶』は、2019年7月27日公開の日本映画。東宝の専属俳優だった加藤茂雄の俳優生活70周年を記念した、93歳にして初めての主演作品である。

## ストーリー
老漁師の繁田は、妻と死に別れて一人暮らしだが、93歳になる今も、鎌倉・長谷の海岸で地引網漁を営んでいる。夏のある日、繁田は写真の勉強をしているという若い娘・由希と知り合う。由希は自分の亡くなった祖父も漁師をしていたと語り、それからも海岸に姿を見せるようになる。少しずつ親しくなっていく繁田と由希。しかし、東京で教師をしている繁田の娘・智子が2人の前に現れたことがきっかけで、繁田と由希の関係には微妙な変化が生じていく…。

## キャスト
- 繁田和夫（鎌倉・長谷に住む老漁師） - 加藤茂雄
- 波川由希（カメラマン志望の若い女性） - 宮崎勇希
- 繁田智子（繁田の娘）- 渡辺梓

## スタッフ
- 監督・脚本・撮影・編集 -  大嶋拓
- 助監督・スチール - 内田裕実
- 協力 -  鎌倉市中央図書館近代史資料室、鎌倉市川喜多映画記念館、鎌倉アカデミアを伝える会、長四郎網、鎌倉 香山
- 製作・配給 - 「浜の記憶」製作委員会